# Куревино (Тарногский район)
Куревино — деревня в Тарногском районе Вологодской области.
Входит в состав Заборского сельского поселения, с точки зрения административно-территориального деления — в Заборский сельсовет.
Расстояние по автодороге до районного центра Тарногского Городка — 28 км, до центра муниципального образования Красного — 5 км. Ближайшие населённые пункты — Олискино, Квашнинская, Гусиха.
По переписи 2002 года население — 6 человек.